# Jacinto, Minas Gerais
Jacinto este un oraș în Minas Gerais (MG), Brazilia.